# Nyercsinszk
Nyercsinszk (oroszul: Нерчинск) kisváros Kelet-Szibériában, Oroszország Bajkálontúli határterületén; az azonos nevű járás központja. Egykori erődjében írták alá  1689-ben Oroszország és Kína első szerződését, amely nagyjából kijelölte a két hatalom közötti határokat.
Lakossága: 14 200 fő (2008); 14 959 fő (a 2010. évi népszámláláskor).

## Fekvése
A Borscsovocsnij-hegység előhegyeiben, a Silkába ömlő Nyercsa folyó bal partján, a torkolattól 7 km-re fekszik. Távolsága a határterület székhelyétől, Csita városától 305 km, a Transzszibériai vasútvonal Priiszkovaja nevű állomásától mintegy 15 km.

## Történeti áttekintés
A szibériai orosz terjeszkedés részeként az Amur vidékén az 1640-es években jelent meg az első kozák csapat. Nyercsinszk első erődjét is kozákok alapították 1653-ban a Silka jobb partján, a Nyercsa-folyó torkolatával szemben. Négy évvel később Jenyiszejszkből érkezett kozákok az erődöt új helyen, a Nyercsa egyik szigetén építették fel. 1689-ben itt jött létre a nyercsinszki (nyibuchui, níbùchǔ-i) szerződés, mely a mandzsu-kínai Csing-dinasztia és a cári Oroszország között meghúzta a határokat, az oroszokat a meghódított területek egy részének feladására kényszerítette és ezzel 170 évre megakasztotta előnyomulásukat az Amur vidékén.
Nyercsinszk előretolt orosz erőd és rövid ideig a Kínával folytatott árucsere központja lett, de a 18. század közepére új kereskedelmi útvonalak alakultak ki, melyek a várost elkerülték. A település jelentősége újból megnövekedett, miután a Silka és az Arguny folyók közötti területeken ezüst-, ólom- és ónércet találtak. Később, a 19. században gazdag aranylelőhelyeket fedeztek fel. A kitermelést egyre inkább száműzöttekkel, kényszermunkára ítélt fegyencekkel végeztették, a térségben számos munkatábort alakítottak ki.
A dekabrista felkelők közül néhányan Nyercsinszkben töltötték száműzetésüket vagy azt követő éveiket. Előzőleg, 1812-ben a várost a gyakori árvizek miatt egy magasabban fekvő völgybe telepítették át. Néhány helyi kereskedőcsalád komoly hírnévre tett szert, a 19. század második felének legnagyobb vállalkozása a Butyin-fivérek kereskedőháza volt. Cégük többek között vasgyárat és mintegy 50 aranykitermelő telepet birtokolt, a városban iskolát, nyomdát alapítottak, saját palotát és díszparkot építtettek, értékes magánkönyvtáruk volt. Egy idő után azonban a felvett hiteleket nem tudták visszafizetni, és vállalkozásuk 1892-ben megszűnt.
1884-ben a városban múzeum létesült, ez volt a Bajkálon túli térség első nyilvános múzeuma, akkor főként természettudományos és néprajzi gyűjteményei voltak.

## A mai város
Nyercsinszk komolyabb iparral nem rendelkezik. Az élelmiszeripari üzemek a település és környéke ellátását segítik elő. Korábban jelentős iparvállalat volt az 1953-ban alapított mezőgazdasági gépgyár, melyben a termelést 1998-ban leállították, majd 2003-ban maga a gyár is megszűnt.
A településen két középiskola és egy mezőgazdasági technikum működik. Legismertebb kulturális létesítménye az 1884-ben alapított helytörténeti múzeum.
A város melletti katonai repülőtér működését az 1990-es években beszüntették.

### Nevezetességek
- M. D. Butyin palotája. Az aranybányászatban meggazdagott Butyin-fivérek építtették az 1860-as években. A felújított épület 2005 óta a helytörténeti múzeumnak ad otthont.
- Kereskedőudvar (gostyinij dvor), épült 1840-ben. Szibériában alig néhány hasonló, kereskedelmi célú téglaépület maradt fenn.
- A Dauria Szálló a 19. század közepén épült; útban Szahalin felé itt szállt meg rövid időre Csehov.
- A Silka jobb partján, Kalinyino (Monasztirszkoje) nevű faluban, a mai várostól 8 km-re áll az Istenanya elszenderedése- (Uszpenyija Bogorogyici-) templom romos épülete. Tizenegy évvel az első erőd létesítése után, 1664-ben itt alapították a Bajkáltól keletre fekvő térség első ortodox kolostorát. Kőtemplomát 1706-ban kezdték építeni és 1712-ben szentelték fel.